# Зимова першість України з футболу 2008 року серед жіночих команд
Зимова першість України з футболу 2008 року серед жіночіх команд — 1-ша зимова першість України серед жінок. Турнір стартував 26 лютого, а завершився 3 березня 2008 року. Звання чемпіона України завоював харківський «Житлобуд-1».

## Учасники
Завдяки цьому турніру, у клубів з'явилася можливість отримати додаткову ігрову практику. Заявки на участь у турнірі подали всі представники національного чемпіонату, окрім калуського «Нафтохіміка» та херсонської «Южанки».
| Клуб         | Місто                         |
| ------------ | ----------------------------- |
| Донеччанка   | Донецьк                       |
| Житлобуд-1   | Харків                        |
| Зоря-2000    | Луганськ                      |
| Іллічівка    | Маріуполь                     |
| Легенда      | Чернігів                      |
| Нафтохімік   | Калуш                         |
| Родина-Ліцей | Костопіль, Рівненська область |
| НУХТ-Атекс   | Костопіль, Рівненська область |

## Турнірна таблиця
Турнір проходив у місті Маріуполь у критому спорткомплексі «Іллічівець» з 26 лютого по 3 березня 2008 року. Із запланованих 21 матча відбулося 20 — в останньому турі між собою не зіграли київський «НУХТ-АТЕКС» і «Заря-2000» (Луганськ).
| М | Команда                    | І | В | Н | П | РМ    | О  |
| - | -------------------------- | - | - | - | - | ----- | -- |
| 1 | «Житлобуд-1» (Харків)      | 6 | 5 | 1 | 0 | 47−3  | 16 |
| 2 | «Легенда» (Чернігів)       | 6 | 4 | 1 | 1 | 45−5  | 13 |
| 3 | «Донеччанка» (Донецьк)     | 6 | 4 | 0 | 2 | 35−5  | 12 |
| 4 | «Іллічівка» (Маріуполь)    | 6 | 2 | 1 | 3 | 13−5  | 7  |
| 5 | «Родина-Ліцей» (Костопіль) | 6 | 2 | 1 | 3 | 13−24 | 7  |
| 6 | «НУХТ-Атекс» (Київ)        | 6 | 1 | 2 | 3 | 4−21  | 5  |
| 7 | «Зоря-2000» (Луганськ)     | 6 | 0 | 0 | 6 | 0−94  | 0  |

## Результати матчів
| Команда                       | ЖБ1 | ЛЕГ | ЖОН | ІЛЧ | РОД  | АТЕ | ЗОР  |
| ----------------------------- | --- | --- | --- | --- | ---- | --- | ---- |
| 1. «Житлобуд-1» (Харків)      |     | 2:2 | 3:0 | 1:0 | 8:0  | 9:1 | 24:0 |
| 2. «Легенда» (Чернігів)       |     |     | 2:1 | 0:2 | 10:0 | 5:0 | 26:0 |
| 3. «Донеччанка» (Донецьк)     |     |     |     | 1:0 | 5:0  | 4:0 | 24:0 |
| 4. «Іллічівка» (Маріуполь)    |     |     |     |     |      |     | 9:0  |
| 5. «Родина-Ліцей» (Костопіль) |     |     |     | 1:0 |      |     | 11:0 |
| 6. «НУХТ-Атекс» (Київ)        |     |     |     | 2:2 | 1:1  |     | +:-  |
| 7. «Зоря-2000» (Луганськ)     |     |     |     |     |      |     |      |